# Krzysztof Raynoch
Krzysztof Raynoch (ur. 21 kwietnia 1941 w Krakowie, zm. 11 listopada 2022 tamże) – polski plastyk, reżyser, scenarzysta oraz animator filmów animowanych.

## Życiorys
Absolwent Wydziału Malarstwa i Grafiki Akademii Sztuk Pięknych w Krakowie, gdzie studiował m.in. w Pracowni Rysunku Filmowego pod kierunkiem Kazimierza Urbańskiego. W 1966 roku był - wraz z Urbańskim, Julianem Antoniszczakiem (Antoniszem), Ryszardem Czekałą oraz Janem Januarym Janczakiem - założycielem krakowskiego Studia Filmów Animowanychobrad, działającego do 1974 roku jako filia Studia Miniatur Filmowych w Warszawie.
W latach 1969–1990 był reżyserem, scenarzystą, animatorem oraz opracował plastycznie ponad trzydzieści filmów animowanych, przeznaczonych zarówno dla młodych widzów (m.in. Dzwon (1974), Koty budujące machiny latające (1976), Na krakowskim trakcie (1983), Twierdza (1989), jak i dorosłych (m.in. Ludzie (1969), Orły umierają w locie (1973), Kwalifikacje (1975), Recepta (1979), Posąg (1981), Reforma (1986). W 1983 roku jego film Don Kichot otrzymał nagrodę "Brązowego Tancerza" na XI Międzynarodowym Festiwalu Filmów Krótkometrażowych) w Huesca. Pochowany na cmentarzu Rakowickim w Krakowie.